# Сант-Анджело-Ломелліна
Сант-Анджело-Ломелліна (італ. Sant'Angelo Lomellina) — муніципалітет в Італії, у регіоні Ломбардія, провінція Павія.
Сант-Анджело-Ломелліна розташований на відстані близько 490 км на північний захід від Рима, 50 км на південний захід від Мілана, 45 км на захід від Павії.
Населення — 820 осіб (2014).
Покровитель — святий Михайло.

## Демографія
Населення за роками:

Станом на 1 січня 2023 року в муніципалітеті офіційно проживали 74 іноземці з 18 країн, серед них 34 громадяни країн Євросоюзу та 2 громадяни України.

## Сусідні муніципалітети
- Кастелло-д'Агонья
- Кастельноветто
- Черетто-Ломелліна
- Коццо
- Цеме